# 長谷川大悟

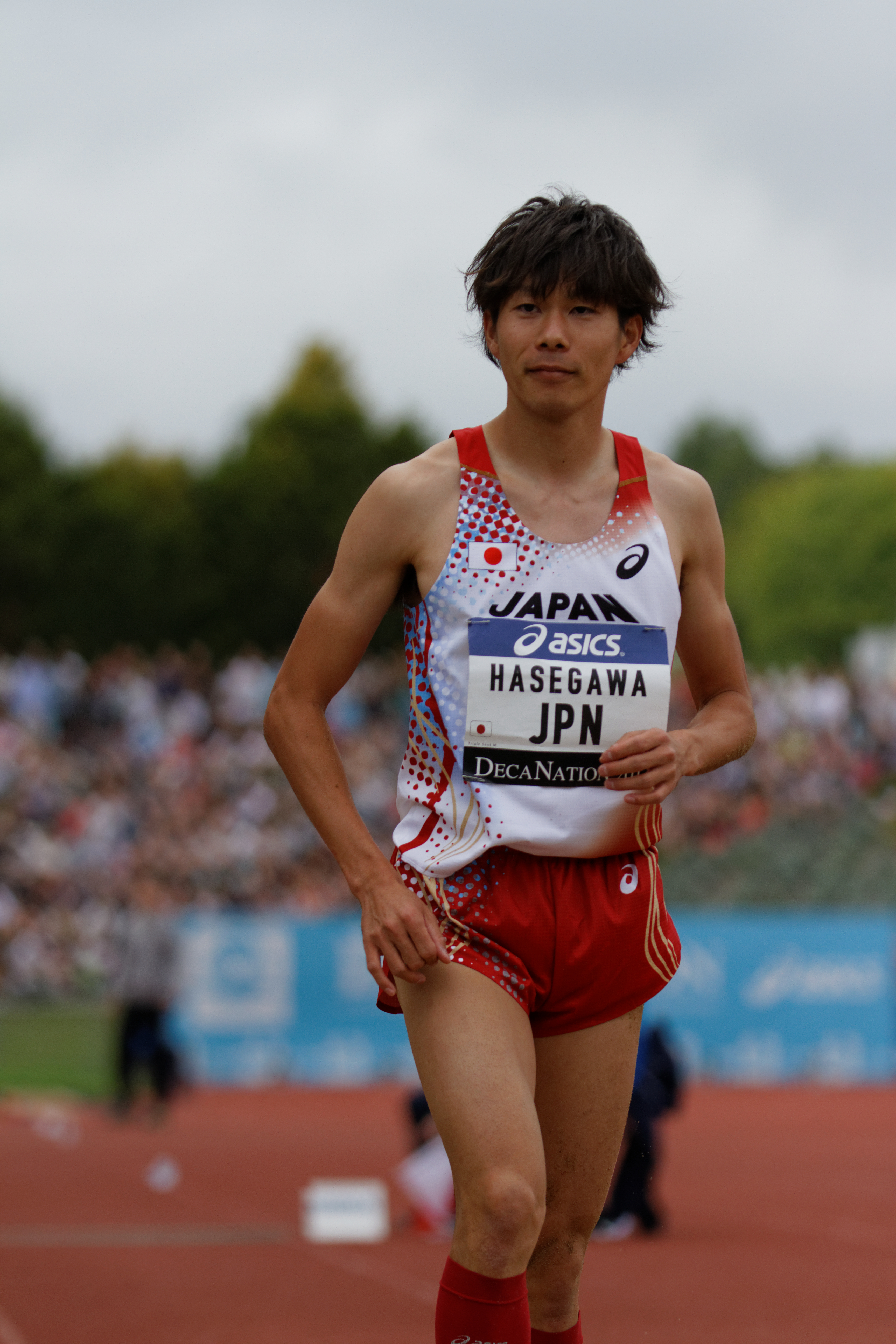
長谷川 大悟（2014年）

長谷川 大悟（はせがわ だいご、1990年2月27日 - ）は、日本の陸上競技、三段跳選手。2016年リオデジャネイロオリンピックでは男子三段跳の日本代表選手となった。現在は、伊藤超短波に所属し現役を続けながら、年間多数のイベントでの講演などで、情報を発信している。

## 経歴
1990年2月27日、神奈川県横浜市に産まれる。
横浜市立仏向小学校、横浜市立橘中学校、桐蔭学園高等学校、東海大学を経て現在は伊藤超短波に所属。
小学校のときはパソコンクラブに所属しておりスポーツは苦手だった。橘中学校入学時に友人から誘いを受け、陸上部に所属する。高校2年生から三段跳に専念する。
リオデジャネイロオリンピックの代表選考会でもあった2016年4月に開催された織田幹雄記念国際陸上競技大会では自己ベストを更新する16メートル88センチ（日本歴代4位記録）を出し、オリンピック代表の座を獲得した。